# Thalay Sagar
Il Thalay Sagar è una montagna dell'Himalaya del Garhwal, nello Stato indiano dell'Uttarakhand.

## Geografia
Fa parte del gruppo di Gangotri, composto da cime che insistono attorno al ghiacciaio di Gangotri e al fiume Bhagirathi. Si trova infatti a circa 10 km di distanza in linea d'aria dal sito sacro di Gaumukh, sorgente del fiume, e a 18 km da Gangotri. Alla sua base giace il lago glaciale Kedartal.

## Alpinismo

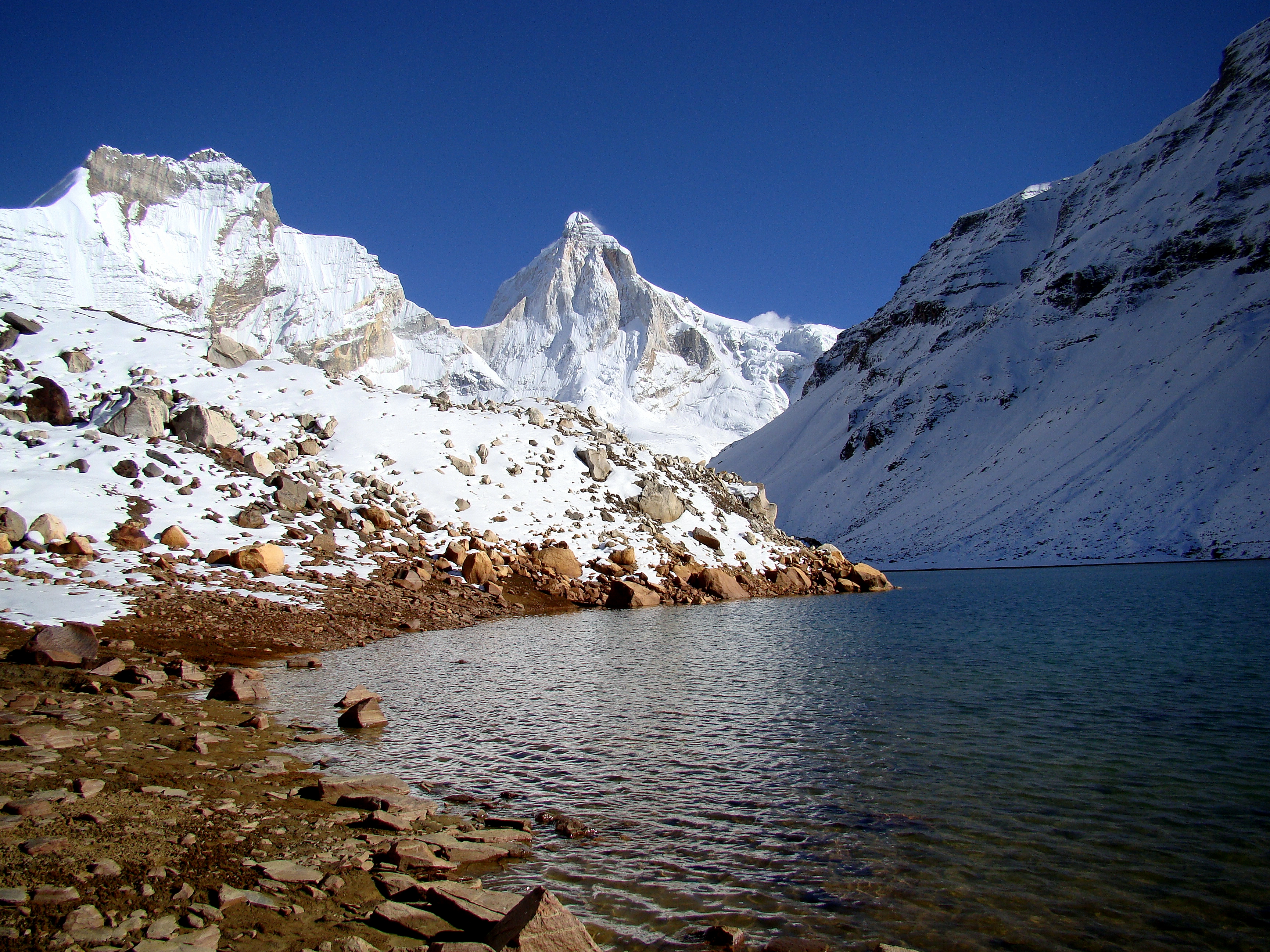
Il Thalay Sagar dal lago Kedartal.

Malgrado la sua prominenza sia di solo 1000 m, il Thalay Sagar spicca per ripidezza e difficoltà delle pareti, che l'hanno reso una meta alpinisticamente ambita solo in epoca recente, quando anche in alta montagna si iniziarono ad affrontare difficoltà elevate, preferibilmente in stile alpino.
Il primo assalto, portato da una squadra angloamericana composta da Roy Kligfield, John Thackray e Pete Thexton, ebbe successo il 24 giugno 1979. Venne salito con arrampicata su misto (neve/ghiaccio/roccia) il couloir nordovest e la cresta che porta alla vetta.
Da allora si sono susseguite diverse spedizioni, con numerosi fallimenti, e l'apertura di vie spesso di rilievo. Al 2004 risultavano almeno 15 ascensioni riuscite per 9 vie differenti.
Il pilastro nordest fu salito nel 1983 da una spedizione polacco-norvegese guidata da Jamus Skorek. Quello nordovest nel 1989 da una spedizione spagnola.
La parete nord presenta le vie più rinomate. Una difficoltà aggiuntiva è data dalla piramide sommitale di scisti, rocce marce e pericolose, che spicca per il colore nero sul granito chiaro delle pareti sottostanti. Nel 1993 la parete venne percorsa da una spedizione ungherese guidata da Attila Ozsvath, che però evitò la fascia uscendo sulla cresta ovest.
Nel 1994 gli italiani Enrico Rosso, Giancarlo Ruffino e Alessandro Vanetti salirono in stile alpino il pilastro nordest lungo una via che si collega a quella aperta dai polacco-norvegesi, ma rinunciarono a 200 m dalla vetta causa il maltempo e le cattive condizioni della parete (Attraverso lo specchio, ED+).
La prima via ad attraversare in parete la fascia nera anziché correre in cresta è stata la diretta di misto in stile alpino alla parete nord degli australiani Andrew Lindblade e Athol Whimp, percorsa nel 1997 (1400 m, VII/5.9/WI5). L'impresa ha permesso loro di vincere il Piolet d'Or 1999.
I russi Alexander Klenov, Alexey Bolotov, Mikhail Davy e Mikhail Pershin dal 17 al 27 maggio 1999 scelsero una linea quasi completamente di roccia che evita il couloir iniziale percorso dagli australiani, aprendo una via di altissima difficoltà (High tension, ABO, 7b/A3+, 1400 m).
Nel 2004 sono candidati al Piolet d'Or i due francesi Stéphane Benoist e Patrice Glairon-Rappaz, per la salita di una nuova via sulla parete nordovest effettuata dal 21 al 30 settembre 2003 (One Way Ticket, 1200 m, ED+/VII – AI6/M6).